# Rob Groener
Rob Groener (Denekamp, 19 december 1945) is een voormalig Nederlands voetballer en voetbaltrainer.
Groener groeide op in Denekamp en kwam als voetballer uit voor de plaatselijke amateurvereniging DOS '19. Hij werd geselecteerd voor het Nederlands amateurelftal en werd vervolgens gecontracteerd door SC Heracles. De verdediger beëindigde zijn voetballoopbaan nadat hij op 7 februari 1971 in een wedstrijd tegen sc Heerenveen een dubbele beenbreuk had opgelopen.
Daarna trad Groener als conditietrainer in dienst van FC Twente. Hij was tevens leraar lichamelijke opvoeding op een school in Almelo. Van 1974 tot 1978 was hij trainer van de amateurvereniging Quick'20 uit Oldenzaal. In 1978 haalde hij zijn A-diploma voetbalcoach. Vervolgens trad hij als bondscoach in dienst van het Surinaams voetbalelftal. In 1981 keerde hij terug naar Quick'20.
Groener tekende in juni 1981 een eenjarig contract als trainer van FC Twente. Hij was bij deze club de opvolger van Hennie Hollink. In februari 1982 verlengde hij zijn contract met een jaar. Twente eindigde het eerste seizoen onder Groener op een teleurstellende twaalfde plek. Toen ook in het seizoen erop de resultaten tegenvielen, werd hij in november 1982 ontslagen. Onder opvolger Spitz Kohn kon het tij niet worden gekeerd en degradeerde Twente.
Van 1983 tot 1985 was Groener coach van het nationale team van de Nederlandse Antillen. Bij terugkomst in Nederland trainde hij opnieuw Quick'20 en later VfL Herzlake in de Duitse Oberliga. Vanaf 1992 was hij algemeen directeur van achtereenvolgens FC Emmen, SC Cambuur en SC Heracles. Bij de laatste vereniging vertrok hij in 1998, nadat er intern veel kritiek was op zijn functioneren. Later was hij actief als zaakwaarnemer, onder meer van voetballers Marko Arnautović, Samuel Armenteros, Peter Niemeyer, Georgios Samaras en trainer Jan de Jonge.